# Junction City (Kentucky)
Pour les articles homonymes, voir Junction City.
Junction City est une ville américaine située dans le comté de Boyle, dans le Kentucky. Selon le recensement de 2020, sa population est de 2 268 habitants.